# Norah Lange
Norah Lange (Buenos Aires, 23 ottobre 1905 – Buenos Aires, 4 agosto 1972) è stata una scrittrice e poetessa argentina.
Confinata per molti decenni in una posizione di marginalità, ricordata non come autrice, ma come musa ispiratrice di Jorge Luis Borges e del movimento letterario ultraista, è stata successivamente rivalutata e collocata tra le figure centrali dell'avanguardia letteraria argentina.
Prese parte all'avanguardia letteraria di Buenos Aires degli anni venti e trenta del Novecento, legata prima al Gruppo Florida, che comprendeva giovani scrittori e poeti come Oliverio Girondo, da lei sposato nel 1943, Leopoldo Marechal e Jorge Luis Borges. Negli anni venti fece il suo esordio nelle riviste ultraiste Prisma, Proa e Martín Fierro (1924-1927) e pubblicò tre libri di poesie, seguiti nei decenni successivi da diversi romanzi, due opere semiautobiografiche e due raccolte di discorsi.
La sua produzione letteraria ha spaziato dallo stile convenzionale, semplice e referenziale del romanzo melodrammatico Voz de la vida, ad una scrittura d'avanguardia fondata su un timbro frammentario ed eterogeneo e sull'autoriflessività. Alla consacrazione letteraria, avvenuta con Cuadernos de infancia (1937), farà seguito la sperimentazione del genere fantastico nei romanzi che caratterizzeranno la seconda fase della sua opera (Antes que mueran, Personas en la sala, Los dos Retratos e El cuarto de vidrio), che secondo alcuni critici, la rendono un'anticipatrice del nuovo romanzo ispanoamericano.

## Biografia
Nora Lange nacque a Buenos Aires il 23 ottobre 1905, sesta di nove figli (di cui solo sei, cinque femmine e un maschio, sopravvissero all'infanzia) dell'ingegnere e geografo norvegese Gunnar Anfin Lange e dell'irlandese-norvegese Berta Juana Erfjord, figlia di un mediatore marittimo. Gunnar Anfin Lange, trasferitosi in Argentina nel 1886, fece rapidamente carriera come cartografo e agrimensore; nel corso degli anni pubblicò numerosi libri di testo in spagnolo e inglese sulle condizioni geografiche e topografiche del paese. Tra il 1905 e il 1906 fu il primo ad esplorare per circa mille chilometri il Rio Pilcomayo lungo il confine con il Paraguay, un viaggio che descrisse in un libro diffuso sia in Sud America che in Europa. Dopo aver insegnato topografia e cartografia all'Università di La Plata, lasciò l'incarico nel 1909 per trasferirsi con tutta la famiglia a ovest, nella provincia di Mendoza, ai piedi delle Ande, dove fu amministratore del vasto patrimonio del console generale (Don Pedro) Peter Christophersen e seguì un progetto di irrigazione e colonizzazione su larga scala.
La sorella della madre, Maria Estela Erfjord, era la moglie di Francisco Eduardo Borges, zio paterno dello scrittore e filosofo Jorge Luis Borges. Questo legame familiare avvicinò i due scrittori all'interno dell'ambiente letterario argentino.
Norah trascorse la sua infanzia a Mendoza, dove il padre venne trasferito alla fine del 1910, e compì i suoi primi studi di inglese, geografia, storia e religione con Miss Whiteside, una governante inglese. Dopo la morte del padre, avvenuta nel 1915, la famiglia ritornò a Buenos Aires e si stabilì nel quartiere Belgrano, nella casa di famiglia in Calle Tronador, che diventerà famosa per il suo salotto letterario, le tertulias organizzate dalla madre. Il sabato e la domenica sera un gruppo di scrittori e intellettuali, fra cui il giovane Borges, Horacio Quiroga, Alfonsina Storni e Leopoldo Marechal, recitava poesie, discuteva di questioni culturali e si intratteneva ballando il tango. Questi contatti familiari stimolarono l'interesse di Norah per la poesia fin dalla sua giovane età. La sua formazione, iniziata privatamente, continuò in una scuola locale, dove imparò a padroneggiare correttamente sei lingue.

### Inizio carriera
Nei primi anni venti, Jorge Luis Borges, suo lontano cugino, e altri giovani scrittori argentini, come Oliverio Girondo, Francisco Luis Bernárdez e Eduardo González Lanuza, diffusero in Argentina l'ultraismo, un movimento letterario nato in Spagna nel 1918, in opposizione al modernismo che aveva dominato la produzione poetica spagnola sin dalla fine del XIX secolo, affermando una nuova estetica fondata sulla centralità della metafora nel linguaggio poetico. Questo nuovo movimento, in seguito, ispirò poeti provenienti da tutto il Sud America, Pablo Neruda e Vicente Huidobro in Cile, Jaime Torres Bodet in Messico e César Vallejo in Perù.
Norah Lange, introdotta da Borges, suo primo maestro di espressione poetica, fece il suo esordio nelle riviste d'avanguardia pubblicando alcune poesie nel numero di settembre-ottobre 1924 di Martín Fierro, periodico ultraista al quale collaborò fino alla sua chiusura nel 1927. Molti dei suoi articoli vennero pubblicati anche in altre importanti riviste come Proa (1924-1926), Nosotros e Síntesis (1927-1930); Norah contribuì inoltre a progetti d'avanguardia come la rivista murale ultraista Prisma e la Revista Oral di Alberto Hidalgo al Café Royal Keller.

#### Raccolte di poesie (1925-1930)

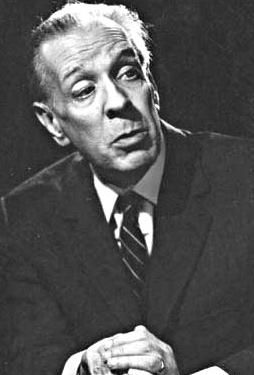
Jorge Luis Borges

Tra il 1925 e il 1930 compose tre libri di poesie. Il primo, La calle de la tarde (1925), scritto a vent'anni sotto il nome di Nora Lange (senza l'acca finale), comparve con un prologo di Jorge Luis Borges, ripubblicato in seguito come saggio nel primo libro di prosa dello scrittore argentino, Inquisizioni (1925), e la copertina illustrata dalla sorella di questi, Norah Borges.
Nel 1926 Norah Lange pubblicò la seconda raccolta, Los días y las noches (1926) e nel 1930 El rumbo de la rosa, scritto tra il 1927 e il 1929. La poesia di Lange fu generalmente letta come un riflesso dell'influenza di Borges e dei limiti estetici dell'ultraismo; la sua unica innovazione, secondo questa visione, sarebbe stata quella di aver utilizzato forme e linguaggi d'avanguardia per esprimere i sentimenti di una donna in una relazione d'amore.
Negli anni venti Lange godette di un'indubbia popolarità a Buenos Aires: definita la "musa degli ultraisti", comparve nell'antologia poetica pubblicata nel 1926 e curata da Alberto Hidalgo, Vicente Huidobro e Jorge Luis Borges, che comprendeva sessantasette autori dell'avanguardia ispanoamericana, unica presenza femminile con la peruviana Magda Portal. L'anno successivo fu la sola scrittrice selezionata fra i quarantacinque autori nominati nell'Exposición de la actual poesía argentina (1922-1927) di César Tiempo e Pedro-Juan Vignale.
Edwin Williamson nella sua biografia di Jorge Luis Borges sostenne che Norah Lange, della quale lo scrittore era innamorato, svolse un ruolo centrale come sua musa ispiratrice e che averlo rifiutato per il suo rivale letterario, il poeta Oliverio Girondo, da lui stesso presentatole nel 1926, rappresentò per Borges uno degli eventi più traumatici della sua vita. Norah ispirò anche il poeta e scrittore argentino Leopoldo Marechal, che l'avrebbe immortalata in Adán Buenosayres nel personaggio di Solveig Amundsen.
In un'intervista del 1965 Norah ammise l'importanza che rappresentarono per il suo lavoro il rapporto con Borges e quello con il futuro marito Oliverio Girondo: "Devo a due persone quanto c'è di valore nelle mie opere: a Jorge Luis Borges gli anni della mia iniziazione in letteratura; Oliverio per il resto della mia vita. Se non li avessi incontrati sono sicura che le mie opere sarebbero molto diverse da quelle che sono".

#### Voz de la vida(1927)

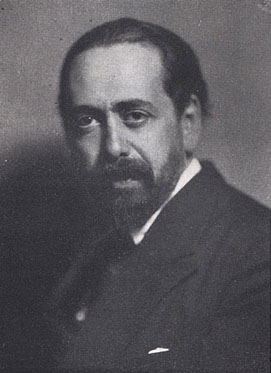
Oliverio Girondo

Nell'ottobre del 1927 Norah pubblicò il suo primo romanzo, Voz de la vida (1927), in forma epistolare, ispirato al suo rapporto con Oliveiro Girondo. Il libro, della cui scrittura Norah si sarebbe pentita in seguito, decidendo di toglierlo dalla circolazione, venne narrato interamente da una giovane infermiera, Mila, che in un flusso di sentimenti altalenanti fra desiderio e disperazione, nell'arco temporale di diciannove mesi, scrive al suo compagno Sergio, partito per l'Europa, circa trenta lettere. Venuta a conoscenza del matrimonio di Sergio a Londra, Mila cerca di vendicarsi sposando Ivan, il migliore amico del fidanzato, per poi abbandonarlo e ricongiungersi a Sergio, diventato vedovo. Secondo alcuni studiosi, se il libro da una parte giocava con le convenzioni melodrammatiche della popolare novela romantica semanal allora ampiamente diffusa a Buenos Aires, dall'altro presentava alcune novità, come il capovolgimento della figura della musa femminile ispiratrice con quella maschile dell'assente e invocato Sergio, lo spostamento dello spazio del racconto dalla dimensione domestica a quella urbana e l'anticonformismo con cui la protagonista descriveva e viveva questa storia d'amore.
All'epoca l'opera ricevette una discreta accoglienza nel circolo degli intellettuali martinfierristi, ma fu oggetto di una recensione molto negativa da parte del giornalista e scrittore socialista argentino Ramón Doll che sulle pagine della rivista culturale Nosotros mosse delle critiche all'opera utilizzando argomenti estetici e morali. Secondo il recensore, il romanzo evidenziava una discrepanza fra contenuto e forma, in quanto Mila, il personaggio principale, "una donna dozzinale, tormentata dalla frenesia della carne", si esprimeva attraverso uno stile "nordico", freddo e astratto, retorico e incomprensibile, quando non attraverso parole troppo precise, maschili. Mila inoltre, secondo Doll, praticava una condotta riprovevole, simbolo della libertà sessuale sostenuta dalla società borghese e fondata sulla prostituzione e lo sfruttamento, contrapposta a quella socialista, da lui sostenuta, basata sull'unione monogamica di una donna e un uomo che si amano senza restrizioni, forme di sottomissione e ipocrisie. Quello che Doll stava di fatto contestando, avrebbero obiettato più tardi diversi critici, era la violazione delle convenzioni di genere da parte della scrittrice, espressa attraverso l'utilizzo di un vocabolario maschile e di un modello di moralità ritenuto oltraggioso per le giovani donne.
Alla fine del 1927 Norah si recò a Oslo, in Norvegia, per far visita alla sorella Ruth, da poco diventata madre. Viaggiò, unica donna, su una nave mercantile, un mezzo di trasporto scelto per motivi economici e su raccomandazione del cognato norvegese, che l'affidò in custodia al capitano dell'imbarcazione. Il viaggio a Oslo in una nave di soli uomini costituì lo spunto per il secondo libro in prosa della scrittrice, 45 días y 30 marineros, pubblicato dopo qualche anno.
Nel 1929 fece ritorno in Argentina dopo aver visitato la Norvegia e l'Inghilterra.

### Anni trenta
All'inizio degli anni trenta Norah Lange produsse alcuni testi nei quali traspariva il suo legame personale con la Norvegia e l'Argentina, la terra dei nonni e quella dei genitori: il romanzo 45 días y 30 marineros, il libro di poesie El rumbo de la rosa (1930), che conteneva una poesia dedicata alla fregata Sarmiento, il saggio Los cantos de los Eddas (1931), pubblicato su Blue Magazine.

#### 45 días y 30 marineros(1933)

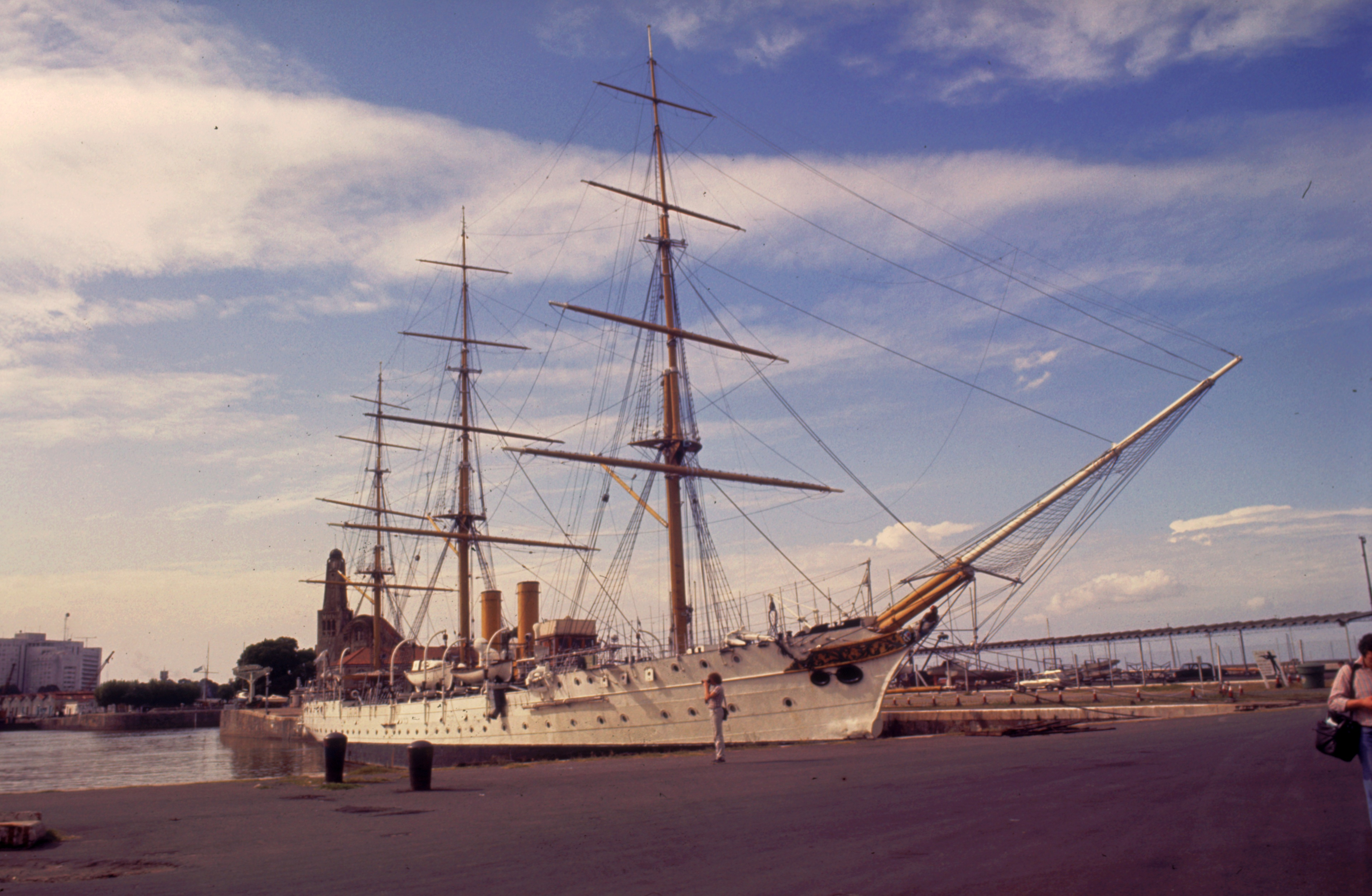
Fregata Presidente Sarmiento, veliero della marina argentina, costruita nel 1897. Il suo ultimo grande viaggio si compì nel 1938.

45 días y 30 marineros, pubblicato nel 1933 da Editoriale Tor, narra le avventure di Ingrid, l'unica passeggera a bordo di una nave da carico che attraversa l'Atlantico da Buenos Aires a Oslo, popolata solo da uomini. Il libro potrebbe essere collocato nel filone dell'autofiction: presentato come un romanzo, si nutre di esperienze realmente vissute dall'autrice, riportate in terza persona, arricchite di episodi fittizi e fantasiosi. L'opera contiene elementi di rottura propri dell'avanguardia: la scelta del mercantile come mezzo di trasporto, la protagonista unica donna fra trenta marinai, un atto audace per l'epoca. Il romanzo fu visto come un romanzo picaresco al femminile, una sorta di elaborazione dell'esperienza ultraista, un'allegoria del posto occupato dalla scrittrice all'interno del gruppo martinfierrista, una donna che vive in un collettivo maschile affrontando le avances erotiche, condividendo feste, alcol, discussioni letterarie. La foto di gruppo scattata alla festa organizzata da Norah in occasione della pubblicazione di 45 días y 30 marineros rafforzerebbe questa lettura: Federico García Lorca e Pablo Neruda, in visita a Buenos Aires in quel periodo, Amado Villar, Jorge Larco e altri amici del circuito avanguardista, posarono vestiti da marinai, mentre Norah, al centro della foto, indossava un costume da sirena.
Nel suo prologo al romanzo, Jorge Luis Borges affermò che quest'opera segnava un forte avanzamento rispetto alla prima: era fondata sui ricordi, era un romanzo di invenzione, mentre Voz de la vida era basato su "meri stati sentimentali, quando non sul caso e su usanze di sciocchezze ultraiste". Il romanzo ricevette il giudizio negativo del suo compagno Oliverio Girondo, il quale, pur consigliandole di consultare qualcun altro, aveva suggerito a Norah di non dare alle stampe "una cosa così inconsistente". Il successivo lettore, Amado Villar, dopo aver letto il testo, avrebbe invece esclamato: "Credo in Dio, in Irigoyen e in Norah Lange".
In un'intervista del 1965 Lange disse di quest'opera: "È un libro superficiale. Ho solo il ricordo di una festa che hanno dato per me quando è stato pubblicato. Per me è stato un allenamento. Mi sono divertita molto a scriverlo, ma soprattutto mi sono resa conto che cominciavo a fare quello che volevo con la lingua". Il viaggio in Norvegia avrebbe rappresentato un momento di passaggio nella vita e nell'opera di Lange, un separatore fra due stadi: "le poesie della gioventù e l'accettazione definitiva dell'altra modalità letteraria: la prosa".
Nel 1934 Norah si fidanzò ufficialmente con Girondo, con il quale nel 1937 iniziò a convivere in una casa in Calle Suipacha, dove avrebbe trascorso gran parte del resto della sua vita. Oliverio Girondo, quindici anni più grande di lei, apparteneva a un'agiata famiglia che gli permise, fin da giovane, di studiare in Europa e di viaggiare in diverse parti del mondo. Fra i fondatori della rivista Martín Fierro e della casa editrice Sudamericana, si era laureato in giurisprudenza a Buenos Aires, grazie a un accordo con i genitori: avrebbe conseguito la laurea in cambio di periodici viaggi in Europa, a loro carico, durante le vacanze.

#### Cuadernos de infancia(1937)
(Norah Lange, incipit Quadernos de infancia, 1937)

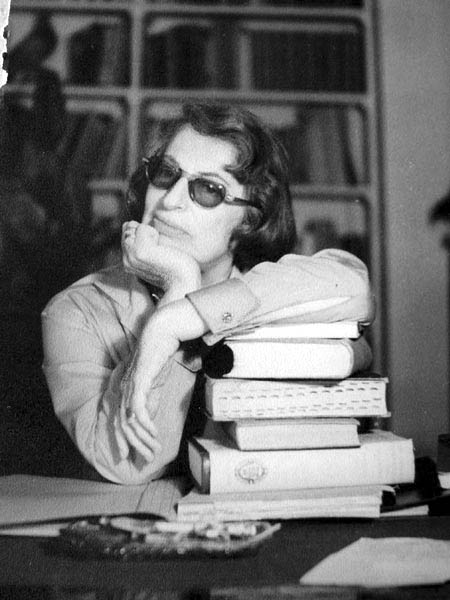
La poetessa e scrittrice argentina Silvina Ocampo

Nel 1937 Norah pubblicò il suo libro di memorie Cuadernos de infancia, che segnò una svolta nella sua carriera. Il testo, di carattere biografico, è composto di 82 frammenti; inizia con il trasferimento della narratrice da Buenos Aires a Mendoza, all'età di cinque anni, per seguire insieme alla famiglia il nuovo lavoro del padre, e si chiude dopo la morte di questi e il ritorno nella capitale argentina, circa nove anni dopo. L'erotismo, la non convenzionalità e la dimensione pubblica che caratterizzavano La Voz de la vida e 45 días y 30 marineros, in Cuadernos de infancia, lasciarono il posto a un tono più intimo e riflessivo, perseguito con grande cura del particolare. Se la prima narrativa di Norah Lange venne interpretata come un invito al viaggio, la fase matura rappresentava un'apologia del mondo interiore e privato. La struttura del testo è discontinua, digressiva, frammentata, le indicazioni temporali sono molto vaghe, quasi inesistenti, i ricordi ricomposti arbitrariamente, spinti alla deformazione. Per raggiungere il rigore della parola giusta, Norah si dedicò a questo libro per otto ore al giorno, sotto la vigilanza del marito Oliverio Girondo; mentre aveva definito le sue prime due opere in prosa "esercizi di allenamento", l'autrice avrebbe dichiarato in un'intervista che Cuadernos de infancia era stato il libro che più le era costato scrivere.
Gli studiosi concordano nel non ritenere quest'opera un'autobiografia in senso stretto: la narratrice raccontava fatti che non poteva conoscere, mescolando ricordi e immaginazione. Il tradizionale schema autobiografico era decostruito: sul pronome "yo" prevaleva spesso "nosotras", i nomi dei familiari venivano cambiati od omessi, i racconti apparivano decontestualizzati, privati di una relazione con gli eventi esterni; la struttura testuale è discontinua, i capitoli si susseguono senza seguire un chiaro ordine o una successione di eventi, sviluppano temi diversi, fra di loro indipendenti.
È stato rilevato come questo testo, rispetto al genere autobiografico, nel particolare contesto storico ispanoamericano, rappresenti un'opera di avanguardia, specie se riferito alla scarsa produzione di autobiografie, raramente scritte da donne. Secondo Julien Roger, Cuadernos de infancia, ritenuto un'auto-narrazione più che un'autobiografia, con Viaje olvidado di Silvina Ocampo, entrambi pubblicati nel 1937, ha rappresentato una rottura anche rispetto alle narrazioni autobiografiche dell'infanzia del XIX secolo: in queste due opere vengono frequentemente riportati eventi di morte, malattie, crimini, suicidi. Il mondo dell'infanzia non viene identificato con la serenità e l'innocenza, ma con la perdita di oggetti, affetti, persone, con la paura, la tristezza e la disperazione, con emozioni ed esperienze spesso traumatiche e incomprensibili. Sylvia Molloy definisce quest'opera un "testo cardine" nella traiettoria letteraria dell'autrice, un'opera di formazione non solo dal punto di vista dell'evoluzione della protagonista, ma anche della scrittura di Norah Lange. Marta Sierra individua nell'estetica cubista del collage la strategia centrale del libro, definito un "fotomontaggio testuale".
Nel 1938 il libro vinse il Premio Comunale per la Letteratura 1937 in prosa; nel 1939, sempre per Cuadernos de infancia venne assegnato a Norah Lange il Terzo Premio Nazionale di Letteratura, scelto dalla Commissione Cultura tra le opere in prosa pubblicate negli anni 1936, 1937 e 1938.

### Anni quaranta
Durante la seconda guerra mondiale e l'occupazione tedesca della Norvegia, Norah scrive sul quotidiano antifascista di Buenos Aires Argentina Libre - prendendo le difese del paese dei suoi padri - l'articolo Se calumnia al pueblo noruego (1940), difendendo il "pacifismo naturale, violentemente infranto, erroneamente interpretato" e sul quotidiano spagnolo El Mundo pubblica Noruega bajo la opresión extranjera (1940).

#### Discorsi(1942)
(Beatriz de Nóbile, Palabras con Norah Lange, 1968)
Negli anni trenta e quaranta Norah Lange rivestì un ruolo centrale come organizzatrice e animatrice degli incontri e festeggiamenti della confraternita letteraria legata alla rivista Martín Fierro, che si susseguivano in occasione di svariati eventi: la partenza o l'arrivo di un personaggio di rilievo, un premio, la pubblicazione di un libro. Norah preparava con cura discorsi stravaganti e giocosi, da lei stessa definiti "i miei saggi anatomici", monologhi teatrali performativi dedicati a personaggi illustri, declamati con esuberanza davanti al pubblico dei partecipanti, e fondati su uno stile che decostruiva la solennità dell'oratoria accademica. Raccolti nel 1942 nel volume Discursos e successivamente ampliati nel 1968 nell'opera intitolata Estimados congéneres (in totale 42 interventi, tenuti tra il 1934 e il 1964), rivelando uno stile e un carattere completamente diverso dalla restante produzione in prosa: alla serialità quasi dolente dei suoi libri, subentrava il tono scherzoso assunto dalla scrittrice mentre svolgeva il ruolo di oratrice.
Nel luglio 1943 Norah sposò Oliverio Girondo, ufficializzando una relazione di quindici anni. In luna di miele la coppia si recò a Montevideo, dove incontrò Jules Supervielle e trascorse due mesi in Brasile, intrattenendosi con Gabriela Mistral, Oswald de Andrade e Mário de Andrade. Fino alla morte di Oliverio nel 1967, negli ambienti artistici la coppia era conosciuta con il nomignolo "Noraliverio", termine coniato dal poeta e pittore argentino Enrique Molina.

#### Antes que mueran(1944)
Nell'ottobre 1944 venne pubblicato Antes que mueran, una sorta di diario intimo nel quale venivano ripresi alcuni episodi dell'infanzia e della pubertà della scrittrice narrati in Cuadernos de infancia, estesi fino all'età adulta. L'indagine del mondo psichico della protagonista è privata di ogni dimensione spaziale e temporale e manca di una definita trama: all'autrice non interessa raccontare una storia, ma singole esperienze del suo mondo interiore. Il titolo del libro sembra riferirsi al suo precedente libro di memorie e all'intenzione di raccontare ciò che avrebbero dovuto affrontare i suoi personaggi, prima della loro morte, assegnando loro un limitato spazio in cui agire, trasformandoli in fantasmi viventi.

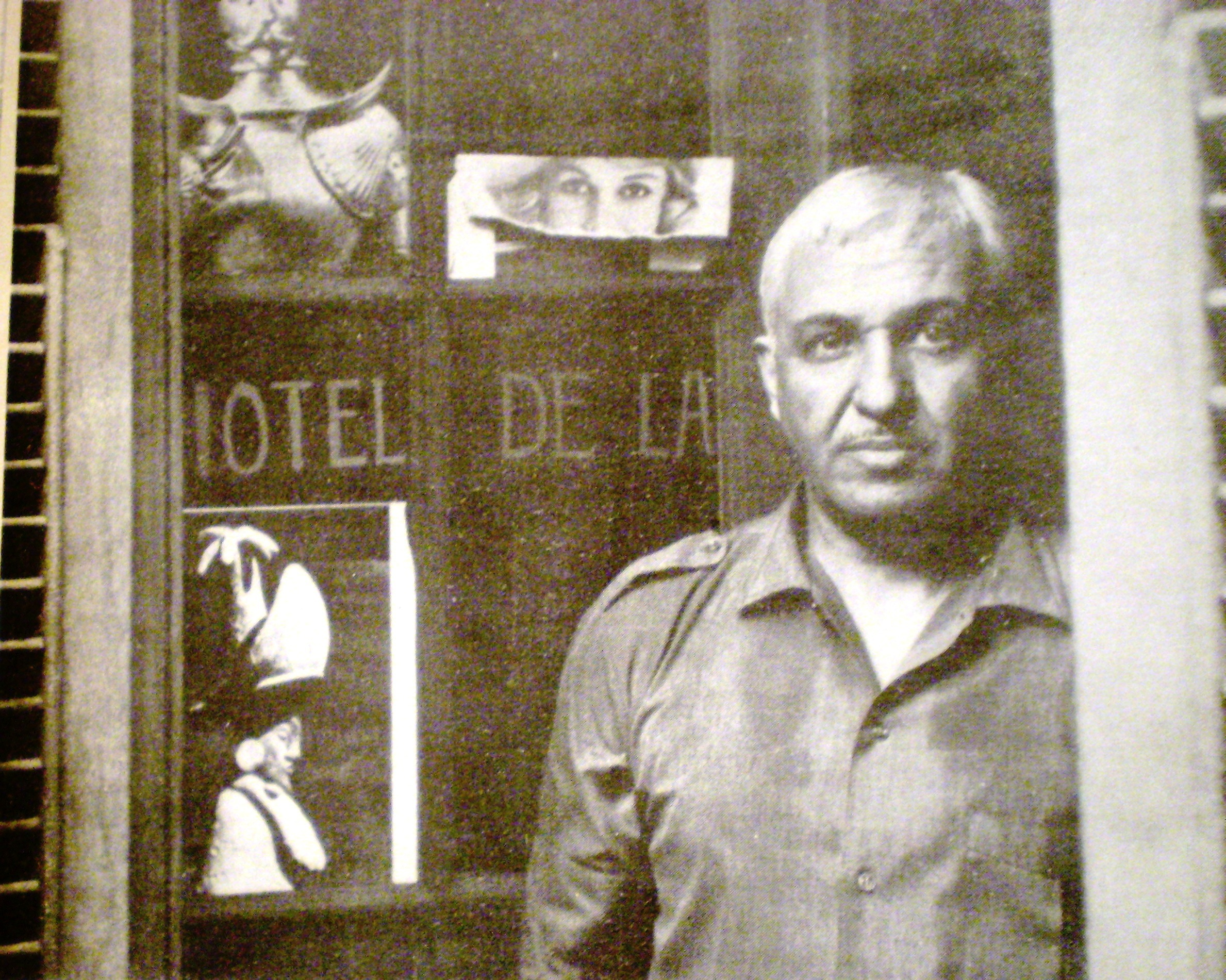
Il poeta e pittore surrealista argentino Enrique Molina (1910-1997)

Composto da storie sia autobiografiche sia basate su elementi fantastici, strani e soprannaturali, Antes que mueran si apre mettendo in luce la coincidenza fra il nome dell'autrice e quello della narratrice; produttore e destinatario collimano, in modo tale che alcuni passaggi, comprensibili solo a chi li ha scritti, risultano dei "geroglifici". L'opera è stata definita una prosa poetica per la mancanza d'azione dei personaggi, il potere evocativo delle immagini e l'uso di strumenti tipici della precedente produzione lirica di Lange, come parallelismi, metafore, personificazioni, ipallagi. Per la compresenza di elementi realistici e fantastici, come gli specchi, i ritratti che si animano e l'atmosfera spettrale, è stata letta come momento di transizione fra la dimensione autobiografica della prima produzione letteraria della scrittrice e gli elementi fantastici e avanguardistici che caratterizzarono la seconda. Dal punto di vista stilistico Antes que mueran rappresenta un'opera di grande innovazione, nella quale è evidente l'utilizzo di tecniche, soprattutto surrealiste, in cui viene sperimentato il linguaggio estetico dell'ambiguità: personaggi senza nome, ellissi, assenza di dati spaziali o temporali precisi. Antes que mueran non circolò molto perché non fu mai ripubblicato.
Nella seconda metà degli anni quaranta l'era dell'ultraismo era passata, l'avanguardia era rappresentata dal surrealismo. Norah e il marito rafforzarono i loro legami con giovani poeti surrealisti e con esponenti di altre correnti innovative, come Enrique Molina, Aldo Pellegrini, Olga Orozco, Edgar Bayley, Madariaga, Latorre, Vanasco, Trejo, che si unirono ai tanti artisti argentini e stranieri che transitavano nella loro casa di via Suipacha.
Nel 1947 Lange si recò con Oliverio Girondo a Mendoza e poi, da fine maggio a inizio dicembre, in Europa. A Parigi incontrò Jules Supervielle, Jean Cassou, Tristan Tzara, Jorge Guillén e Felisberto Hernández. Nel 1948 tornò in Norvegia con il marito. Nello stesso anno pubblicò alcuni racconti, El grito e Las trenzas, sul quotidiano La Nacion, illustrati da Alejandro Sirio; sempre quest'ultimo illustrò El rol de las calles del suburbio e Rasgos de Buenos Aires, editi da Vida Comunal.

### Anni cinquanta
Negli anni cinquanta Norah Lange pubblicò due romanzi, Figure nel salotto (Personas en la sala, 1950) e Los dos retratos (1956), che presentano famiglie composte in prevalenza da donne. Le narratrici sono adolescenti impegnate a comprendere il passato e il presente attraverso l'atto dell'osservare. Molti fili della trama restano in sospeso.

#### Figure nel salotto(1950)

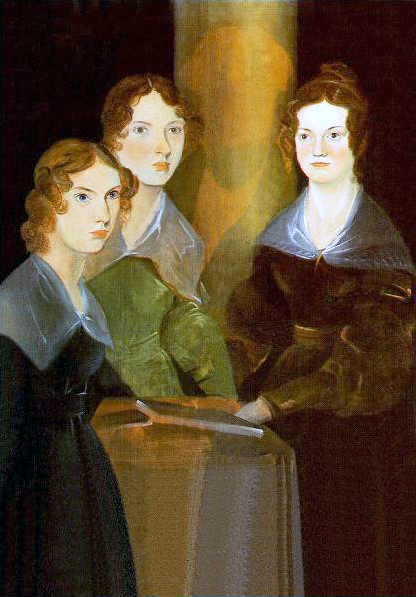
Le sorelle Brontë in un dipinto del fratello Branwell Brontë, circa 1834

Il romanzo racconta la crescente ossessione di una ragazza di diciassette anni, che spia tutti i pomeriggi dalla finestra della sua stanza tre donne che abitano nella casa di fronte, tre sorelle nubili sulla trentina, vestite di nero. La ragazza analizza ogni loro gesto, anche se insignificante, e fantastica sulle loro vite passate, immaginando le tre donne nelle vesti di criminali, governanti, avventuriere. La storia è priva di grandi eventi, basata principalmente su descrizioni dettagliate di atti di routine irrilevanti, ma si serve anche di tutti gli espedienti tradizionali del genere fantastico.
In un'intervista Lange rivelò di aver tratto ispirazione per quest'opera dal ritratto delle sorelle Brontë eseguito dal loro fratello Bramwell, in cui si era imbattuta leggendo un articolo su La Nación. Lo scenario nel quale avrebbe trasferito il ritratto sarebbe stato quello della casa in Calle Tronador, il salotto letterario della madre.
Le caratteristiche più salienti rilevate nel romanzo sono la rottura della rappresentazione mimetica della realtà e l'uso di risorse tecniche e stilistiche proprie dell'avanguardia dell'epoca.

#### Los dos retratos(1956)
La struttura del mondo immaginario di Los dos retratos, pubblicato nel settembre 1956, per certi aspetti è simile a quella di Figure nel salotto. La narratrice protagonista è un'adolescente, di cui però in questo caso si conosce il nome. Marta vive nella casa della nonna con Elena, la sorella del defunto nonno. Il racconto si svolge nella sala da pranzo in cui la famiglia, con altri nipoti e parenti, si riunisce ogni domenica. Sul muro della stanza sono appese due grandi foto ritratto di tutta la famiglia, eccetto due persone, tra cui la narratrice. Le foto sono state scattate trent'anni prima a distanza di pochi minuti una dall'altra; apparentemente sembrano uguali, ma in realtà differiscono per un piccolo particolare. Al lato opposto della stanza uno specchio "abitato" riflette i volti dei commensali, sorvegliati costantemente dalla nonna, che vigila affinché il passato sia custodito e i ritratti non vengano modificati. La conversazione dei presenti, il cui posto a tavola risulta da sempre immutato, è concentrata ossessivamente su alcuni particolari delle foto. Ognuno avanza interpretazioni diverse su alcune questioni, basate su elementi impossibili da catturare in una fotografia. Centrale diventa la ricerca di una spiegazione della variante che distingue i due ritratti: la nonna che nella seconda immagine occupa un'altra posizione e Daniel, un amico di casa, che la guarda, invece di fissare l'obiettivo fotografico. Una notte la nonna toglie dal muro la seconda fotografia che ha sollevato tante discussioni fra i parenti, e la sostituisce con un proprio ritratto, presentando ai commensali una nuova spiegazione di quanto era accaduto trent'anni prima. Poco dopo muore e Marta, come una sorta di rituale magico, ne raccoglie il volto in uno specchio, per ereditarne il posto e conservarne la memoria: "Quella notte il suo volto rimase per sempre dentro uno specchio".

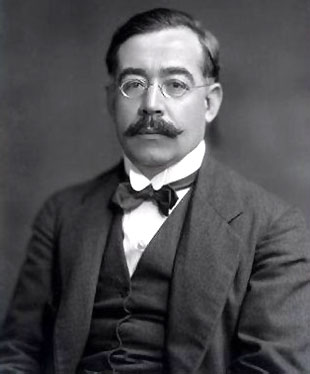
Leopoldo Lugones, principale esponente del modernismo argentino, fu il primo Presidente della Società Argentina degli Scrittori (SADE), fondata nel 1948

Nel 1959 Norah Lange ottenne il Gran Premio della Società Argentina degli Scrittori (SADE) (1958/59), il più alto premio letterario argentino, vinto da Borges nel 1944.

### Anni sessanta
Nel 1961 il marito di Norah, Oliverio Girondo, subì un incidente di cui avrebbe risentito le conseguenze fino alla fine dei suoi giorni. Nel 1965 la coppia viaggiò per l'ultima volta in Europa. Ad aprile fece visita a Rafael Alberti e María Teresa León a Roma. A maggio si recò a Parigi e a giugno a Madrid.
Il 24 gennaio 1967 Oliverio morì a Buenos Aires e venne sepolto nel Cimitero della Recoleta. Nell'ottobre dell'anno dopo venne pubblicato Estimato congéneres, una versione accresciuta dei Discorsi e in dicembre Palabras con Norah Lange di Beatriz De Nóbile. L'anno seguente La Nación pubblicò El juego, con un'illustrazione di Norah Borges, e La mano en el retrato, come anteprima di El cuarto de vidrio, pubblicato postumo nel 2006, nelle opere complete edite da Viterbo Editora.

### Anni settanta
Nel 1970 Norah lasciò la casa di via Suipacha e donò al Museo d'Arte Ispanoamericana Isaac Fernández Blanco circa 500 libri appartenuti alla biblioteca del marito. Nel 1972 l'Editorial Kapelusz pubblicò Páginas escogidas. Norah Lange morì il 4 agosto di quello stesso anno, cinque anni dopo la scomparsa del marito, e fu sepolta con lui nel Cimitero della Recoleta.

## Temi e stile
(Nobile, Palabras con Norah Lange, p. 23)
Nella sua produzione in prosa sono distinguibili alcuni temi e aspetti ricorrenti. Preponderante risulta l'elemento visivo e la sua azione principale: guardare. Lo sguardo, l'osservare, l'atto dello spiare l'altro come "cerimonia solitaria", è rivendicato da Lange come fonte di piacere. Gran parte dei suoi libri e della sua scrittura si sviluppano a partire da un'immagine visiva, per spiegare quell'immagine, e l'atto di osservare e spiare permette all'autrice di interrogare, spesso confondere, i ruoli tradizionali di soggetto e oggetto. Nora Domínguez afferma che per Lange lo sguardo è, oltre che prospettiva e condizione dell'essere, anche una forma radicale di esperienza: consente di riconoscere o meno un oggetto, stare dentro o fuori. In particolare, secondo Stacy Ellen Hoult, Lange manifesterebbe un crescente interesse per la soggettività e lo sguardo femminile: "le protagoniste femminili sono alternativamente guardate (oggettivate) e guardanti", e l'atto dello spiare diventa un'azione legata allo sviluppo della loro identità.

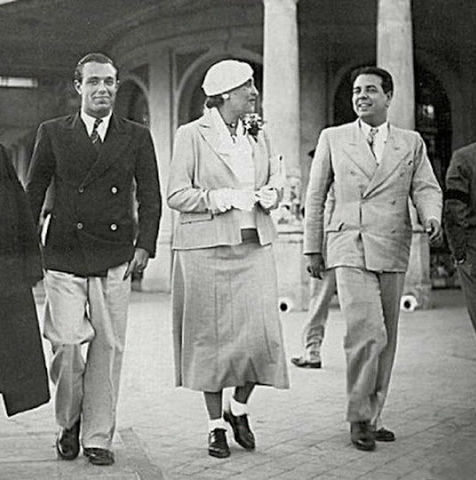
Adolfo Bioy Casares, Victoria Ocampo, Jorge Luis Borges

I ritratti, gli specchi, le fotografie, le finestre giocano un ruolo importante nei suoi romanzi: Los dos retratos può essere letto come la storia del segreto dello sguardo che Daniele, amico di famiglia, rivolge in una foto alla nonna di Marta, ancora giovane e bella; in Cuadernos de infancia i ricordi della narratrice sono evocati attraverso tre spazi/finestre: quella del padre (lo scrittoio), della madre (il cestino da cucito) e di Irene, la sorella maggiore (la camera); in Figure nel salotto, la narratrice ricorda quando, a diciassette anni, trascorse due mesi a spiare alla finestra tre donne misteriose che vivevano dall'altra parte della strada.
Tutti i testi evidenziano l'interesse di Lange per l'autoriflessività e la memoria: in Cuadernos de infancia vengono descritti i ricordi dell'infanzia, in Antes que mueran il tema della memoria è sviluppato nelle sue varie forme e possibilità. La stessa struttura frammentata di questi testi rinvia al funzionamento e alla consistenza dei ricordi.
Caratteristica della scrittura di Lange è la decontestualizzazione, l'omissione di ogni dato utile a caratterizzare gli aspetti esteriori, perseguita in funzione dell'enfasi psicologica. Lange tende a lasciare il lettore all'oscuro dell'oggetto della sua descrizione, a ridurre al minimo i riferimenti spaziali e temporali, facendo spesso assumere ai personaggi un aspetto spettrale. Chiarirà in un'intervista: "L'unica realtà che mi interessa delle persone e dei miei personaggi è la psicologia, la parte interiore. Ecco perché nei miei romanzi non ci sono quasi nomi, date o dati che servano a configurare gli aspetti esterni. In questo senso sono molto parsimoniosa".
Secondo Cecilia Prada Ferreira, tuttavia, la premessa principale dei romanzi di Lange non starebbe nella manifestazione del mondo interiore del personaggio, nella sua soggettività, ma nel raccontare una storia, una narrazione che presenta nella sua cornice, fin dall'inizio, pure "tinte" fantastiche. L'elemento del fantastico, del soprannaturale e del magico è centrale nei romanzi della produzione letteraria tarda di Lange: i ritratti animati, le illusioni ottiche, il potere deformante degli specchi, il doppio, il ritorno da un tempo remoto, l'ossessione o la follia del protagonista sono ricorrenti in molte sue opere, come Figure nel salotto o Los dos retratos. Nell'uso di questi strumenti e tecniche è stata colta l'influenza di Borges, che proprio in quegli anni avrebbe rivalutato il genere fantastico, in precedenza screditato.
La frammentarietà della scrittura di Lange, l'uso della metafora, lo schema narrativo minimale costruito da pause, paratassi, ellissi, spostamenti e lavoro prospettico multiplo, sono stati invece ricondotti da alcuni critici allo stile espressionista-ultraista, arbitrario non solo nella costruzione, ma anche nel susseguirsi di immagini e frasi generalmente non correlate tra loro. Per altri il ricorso alle immagini e alla metafora è stato letto come segno della censura cui la scrittrice si sottoponeva, come maschera dietro cui celare l'appartenenza al genere femminile. Elena Engaz, per l'attenzione focalizzata sugli oggetti e non sulle descrizioni psicologiche, ha associato la scrittura di Lange al nouveau roman di Robbe-Grillet.

## Critica
Molti studi hanno analizzato l'opera di Lange in una prospettiva di genere, indagando sul tipo di atteggiamento assunto da parte dell'ambiente intellettuale del tempo nei confronti delle donne che intraprendevano una carriera letteraria o artistica, interrogandosi sulle dinamiche di genere in quel contesto storico e sociale e sul modo in cui le donne artiste, attraverso le loro opere, si sono poste nei confronti della posizione marginale loro riservata nella sfera pubblica e all'interno dei gruppi d'avanguardia.

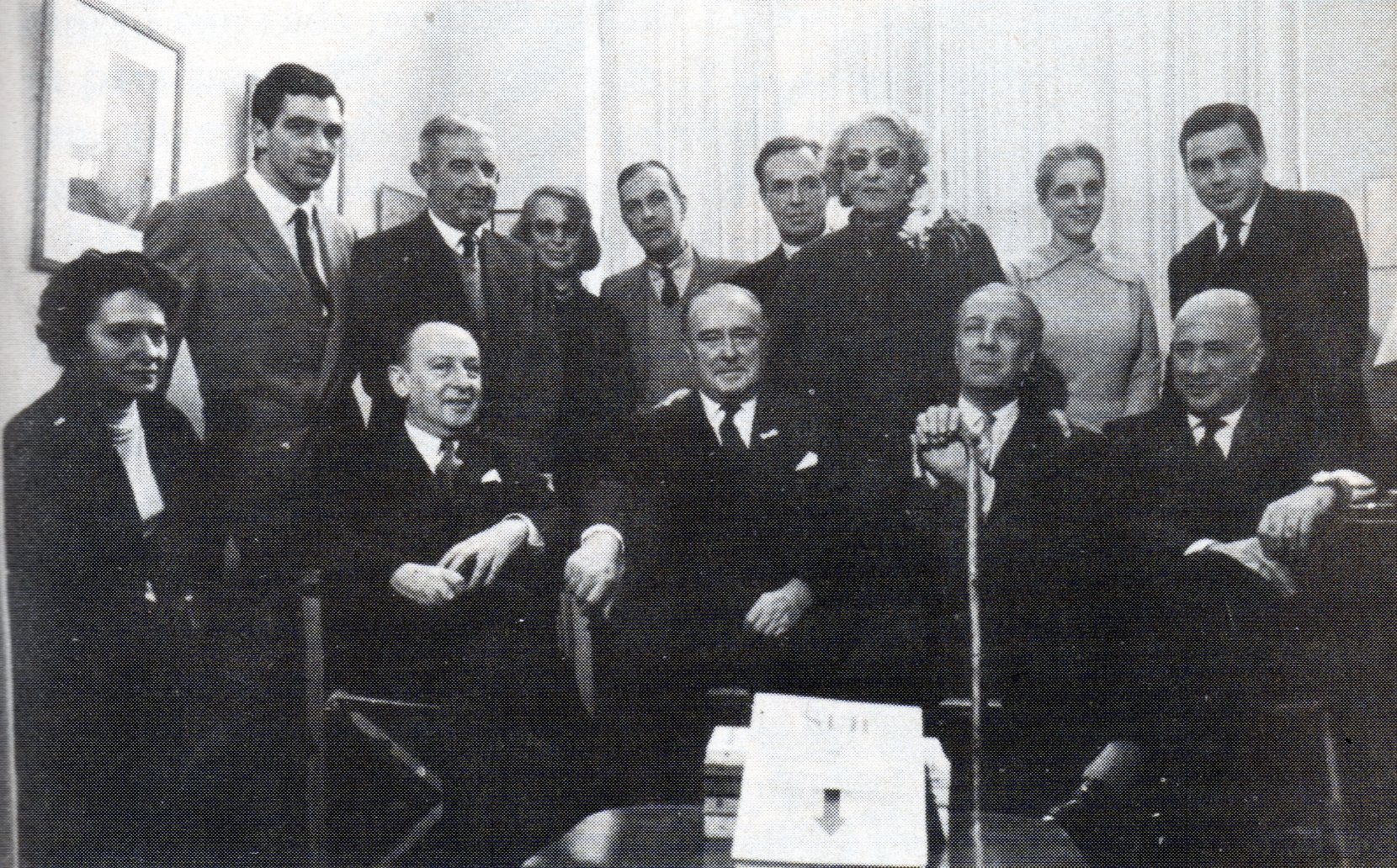
Collaboratori della rivista letteraria argentina Sur, fondata nel 1931 da Victoria Ocampo

Viene spesso sottolineato come lo sforzo di innovazione nell'arte e nella letteratura svolto dalle avanguardie di Buenos Aires non avesse comportato una messa in discussione dei ruoli di genere convenzionali. Norah Lange, come l'amica artista Norah Borges, viene descritta nelle pubblicazioni del circolo dei martinfierristi come una "musa ispiratrice" e definita "esotica", "vichinga", "angelo". Nel prologo al suo primo libro La calle de la tarde (1925), Jorge Luis Borges per esaltarne la giovane età e la funzione di "musa celeste" le attribuisce quindici anni, anche se ne ha venti: "illuminata dal doppio splendore delle sue trecce e della sua superba giovinezza, lieve sopra la terra".
Nelle vesti del personaggio di Solveig Amundsen, descritto nel romanzo Adán Buenosayres di Leopoldo Marechal Norah è ancora infantilizzata, ritratta come un'adolescente, così come "azoradamente niña" viene definita dal poeta ultraista Alfredo Brandán Caraffa sulla rivista Proa, cui Norah collabora con Victoria Ocampo, quest'ultima esaltata per la sua "fierezza femminile". Gli stereotipi con cui le due scrittrici vengono descritte da Caraffa indicherebbero i ruoli limitati assegnati alle scrittrici in quel periodo: secondo Beatriz Sarlo "entrambe riassumono, se le si combinano, immagini classiche e complementari: la donna-bambina e la donna-saggia, due vestali, vergini protettrici del fuoco dell'arte", ispirate dalla natura. L'angelizzazione di Norah Lange, feticizzata dal gruppo ultraista attraverso l'immagine della "sirena", avrebbe contribuito a "pietrificare" la ricezione della sua estetica.
Camilla Sutherland nel suo studio sulla ricezione nelle riviste d'avanguardia argentina negli anni venti e trenta di opere prodotte da donne, fra cui quelle di Norah Lange, individua quattro tropi distinti, ma fra loro interconnessi, che spiegherebbero come le donne artiste, la cui presenza e il cui contributo erano allora riconosciuti, fossero tuttavia collocate alla periferia dei collettivi letterari e artistici, quasi interamente composti da uomini:

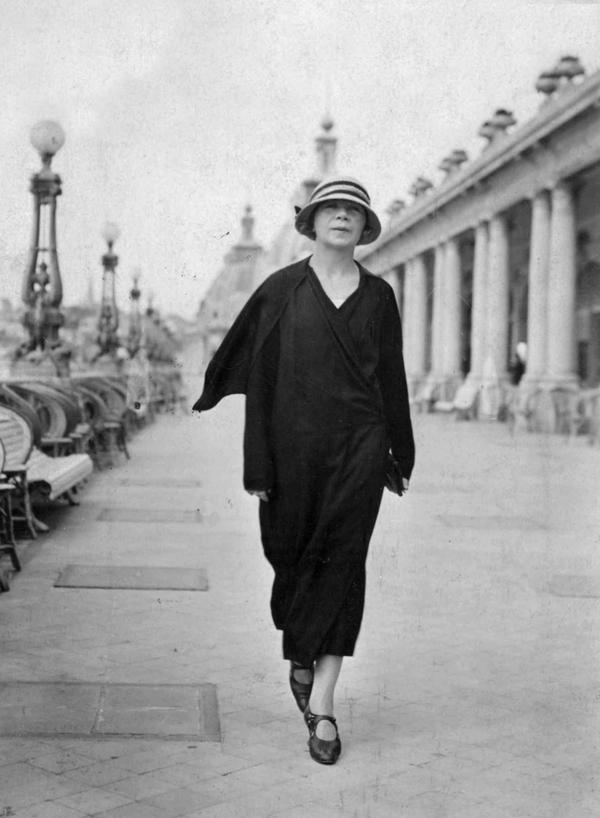
La poetessa argentina Alfonsina Storni (1892-1938), esponente del postmodernismo

- relegazione spaziale, collocazione della produzione delle scrittrici in un "universo domestico", uno spazio privato e intimo, periferico, ritenuto una prerogativa femminile, a cui generalmente gli scrittori oppongono il paesaggio urbano, lo spazio esterno come proprio distinto territorio;
- enfasi sulla fisicità femminile, sulla bellezza delle autrici, estesa all'elogio dei loro prodotti creativi; la continuità organica stabilita tra artista e opera rende entrambe un oggetto estetico da contemplare (donna musa e non donna autrice);
- evocazione della nozione di fraternità e dell'accettazione delle donne artiste in una confraternita letteraria e artistica, di fatto fortemente connotata da un'identità di genere maschile;
- collocazione periferica delle donne all'interno dell'avanguardia attraverso un linguaggio e un immaginario che le presenta come esplicitamente anacronistiche.

Vanessa Fernandez Green definisce lo spazio occupato da Norah Lange all'interno delle avanguardie, al limite fra sfida e conformità alle aspettative sociali e letterarie del tempo, attraverso il concetto foucaultiano di eterotopia. A suo parere, come la maggior parte delle scrittrici e artiste che nella Buenos Aires degli anni venti e trenta del Novecento intendevano ottenere un posto all'interno della comunità avanguardista, quasi esclusivamente maschile, Norah Lange avrebbe messo in atto una forma di negoziazione, consistente nel mantenimento dell'immagine di se stessa come donna-bambina, appropriandosi del gioco, delle qualità ludiche dell'arte come "mezzo dissimulato" per ridurre i limiti imposti dalla società al comportamento e alla creazione artistica femminile.
Anche Nora Domínguez, rilevando un certo contrasto tra la produzione scritta di Lange e le sue "attività paraletterarie", sostiene che la scrittrice argentina, per negoziare la sua posizione, avrebbe assunto due diverse voci: nella narrativa sarebbe rimasta intrappolata nel mondo familiare, mentre in ambito pubblico, per sfidare il ruolo passivo di musa assegnatole, avrebbe utilizzato il gioco e l'umorismo, particolarmente evidente nei Discursos del 1942, pubblicati poi in una versione estesa nel 1968 con il titolo Estimados congéneres.
Marta Sierra sottolinea come Lange abbia adottato le strategie e l'immaginario delle avanguardie, in particolare dell'ultraismo, per creare un proprio linguaggio, fondato sul predominio dei codici visivi e sulla manipolazione delle immagini. Tale innovazione estetica avrebbe agito sulla decostruzione delle narrazioni familiari. Attraverso le tecniche dello sdoppiamento artistico, del fotomontaggio, dello sguardo interrotto e frammentario, le narratrici di Lange avrebbero messo in discussione le tradizionali convenzioni sociali e le posizioni di genere, manipolando e distorcendo, con il moltiplicatore del fantastico, la familiarità delle scene e le immagini stesse della femminilità.

## Opere

### Opere complete
- (ES) Obras completas, Beatriz Vierbo Editora, 2006, ISBN 9789508451606.

### Raccolte di poesie
- (ES) La calle de la tarde, illustrazioni di Norah Borges, prologo di Jorge Luis Borges, Buenos Aires, J. Samet Librero Editor, 1925.
- (ES) Los días y las noches, Buenos Aires, Sociedad de Publicaciones El Inca, 1926.
- (ES) El rumbo de la rosa, Buenos Aires, Editorial Proa, 1930.

### Romanzi
- (ES) Voz de la vida, Buenos Aires, Editorial Proa, 1927.
- (ES) 45 días y 30 marineros, Buenos Aires, Editorial Tor, 1933.
- (ES) Cuadernos de infancia, Buenos Aires, D. Viau, 1937.
  -  Infanzia, traduzione e prefazione di Luigi Patruno, Lecce, Pensa multimedia, 2015, ISBN 978-88-6760-294-0.
- (ES) Antes que mueran, Buenos Aires, Losada, 1944.
- (ES) Personas en la sala, Buenos Aires, Sudamericana, 1950.
  -  Figure nel salotto, traduzione di Ilide Carmignani, Milano, Adelphi, 2020, ISBN 978-88-459-3492-6.
- (ES) Los dos retratos, Buenos Aires, Losada, 1956.
- (ES) El cuarto de vidrio, pubblicato postumo in Obras completas, Tomo II, Beatriz Viterbo editora, 2006, ISBN 9789508451767.

### Altro
- (ES) Discursos, C.A.Y.D.E, 1942.
- (ES) Estimados congéneres, Buenos Aires, Losada, 1968. Versione estesa di Discursos, contiene 42 interventi di Norah Lange in occasione di riunioni e ricevimenti - premi, anniversari, presentazioni di libri, mostre, anniversari - dal 1934 al 1964.
- (ES) Papeles dispersos, Beatriz Viterbo editora, 2012, ISBN 978-950-845-264-1. Testi inediti raccolti da Susana Lange tra i quaderni e ritagli di Norah Lange.[97]

## Premi e riconoscimenti
- Gran Premio de Honor, Sociedad Argentina de Escritores (SADE), 1959[98]
- Primo Premio Comunale per la letteratura in prosa (Primer Premio Municipal) per Cuadernos de infancia, 1937[99]
- Terzo Premio Nazionale di Letteratura (Tercer Premio Nacional) per Cuadernos de infancia, 1939[99]

### Testi citati
- (ES) Adriana Astutti e Nora Domínguez (a cura di), Promesas de tinta: Diez ensayos sobre Norah Lange, Rosario, Beatriz Viterbo Editora, 2010, ISBN 978-95-08452-38-2.
- (ES) María Cecilia Ferreira Prado, El retrato y sus galerías interiores: lo fantástico-extraño en Personas en la sala, de Norah Lange, in Monteagudo, n. 23, 2018,  pp. 187-207.
- (ES) Carola Hermida, Cuadernos de Infancia de Norah Lange: convertir la propia historia en literatura, in CELEHIS: Revista del Centro de Letras Hispanoamericanas, n. 9, 1997,  pp. 117-132. URL consultato il 5 dicembre 2021.
- (ES) María Elena Legaz, Escritoras en la sala: Norah Lange imagen y memoria, Córdoba, Alción Editora, 1999, ISBN 978-95-09402-83-6.
- (ES) María Elena Legaz, Norah Lange y 45 días y 30 marineros: en camino de encontrar su voz, in Norah Lange, 45 días y 30 marineros, Buenos Aires, InterZona editora, 2015,  pp. 11-25, ISBN 978-987-3874-14-7.
- (ES) Marta López-Luaces, Norah Lange: la fundación de un espacio, in Ese extraño territorio: la representación de la infancia en tres escritoras latinoamericanas, Editorial Cuarto Propio, 2001,  pp. 31-64, ISBN 978-95-62602-04-4.
- (ES) Marisa Martínez Pérsico, Tretas del hábil. Género, humor e imagen en las páginas ultraístas y post-ultraístas de Norah Lange, Murcia, Editum, 2013, ISBN 978-84-15463-90-0.
- (ES) María Esther de Miguel, Norah Lange: Una biografía, Buenos Aires, Planeta, 1991, ISBN 978-95-07420-28-3.
- (ES) María Gabriela Mizraje, Norah Lange. Fuego de sirena, in Argentinas de Rosas a Perón, Biblos, 1999,  pp. 189-229, ISBN 978-95-07862-23-6.
- (EN) Silvia Molloy, A Game of Cutouts: Norah Lange's Cuadernos de Infancia, in At Face Value. Autobiographical Writing in Spanish America, Cambridge, Cambridge University Press, 1991,  pp. 126-135, ISBN 0-521-33195-1.
- (ES) Sylvia Molloy, Prólogo. Una tal Norah Lange, in Norah Lange. Obras completas. Tomo 1, Rosario, Beatriz Viterbo Editora, 2005,  pp. 9-28, ISBN 978-95-08451-55-2.
- (ES) Javiee Navascués-Martín, Las miedosas memorias de Norah Lange, in Anales de literatura hispanoamericana, vol. 26, n. 2, 1997,  pp. 419-429. URL consultato il 3 settembre 2021.
- (ES) Beatriz de Nobile, Palabras con Norah Lange, Buenos Aires, Carlos Pérez Editor, 1968.
- Luigi Patruno, Lo scarto autobiografico. Norah Lange e l'avanguardia argentina, in Norah Lange, Infanzia, Lecce, Pensa Publimedia, 2015,  pp. 5-16, ISBN 978-88-6760-294-0.
- (EN) Marta Sierra, Norah Lange's Unhomely Homes (PDF), in Cuaderno Internacional de Estudio Humanisticos, n. 22, 2015,  pp. 32-41. URL consultato l'11 settembre 2021.
- (EN) Vicky Unruh, Performing Women and Modern Literary Culture in Latin America: intervening acts, Austin, University of Texas Press, 2006, ISBN 0-292-70945-5.

### Enciclopedie
- (EN) Adriana Amante, Lange, Norah Berta, in Daniel Balderston, Mike Gonzalez (a cura di), Encyclopedia of twentieth-century Latin American and Caribbean literature, 1900-2003, London, Routledge, 2004,  p. 298, ISBN 0-415-30687-6.
- (EN) Alice Edwards, Lange, Norah, in André, María Claudia e Eva Paulino Bueno (a cura di), Latin American Women Writers: an Encyclopedia, London, Routledge, 2008,  pp. 267-268, ISBN 978-0-415-97971-9.
- (EN) K.M. Sibbald, Lange, Norah, in Verity Smith (a cura di), Encyclopedia of Latin American Literature, Oxford, Fitzroy Dearborn Publishers, 1997,  pp. 863-867, ISBN 1-884964-18-4.

### Altre letture
- (ES) María Luisa Gil Iriarte, La escritura de Norah Lange, un ejercicio de libertad, in Trinidad Barrera (a cura di), Revisión de las vanguardias: actas del seminario, 29 al 31 de octubre de 1997, Roma, Bulzoni, 1999,  pp. 121-134, ISBN 88-8319-285-0.
- (ES) Nisbet Lindstrom, Norah Lange: Presencia desmonumentalizadora y femenina en la vanguardia argentina, in Las vanguardias literarias en Argentina, Uruguay y Paraguay, Madrid, Iberoamericana, 2004,  pp. 279-294, ISBN 978-39-64560-10-0.
- (ES) Liliana María Naveira, Jean Rhys y Norah Lange: la escritura del exilio como fantasma del desarraigo, Martín, 2004, ISBN 978-98-75430-73-0.
- (EN) Camilla Sutherland, "El sitio más cómodo y propicio para vigilar la otra": spaces of childhood in the work of Norah Lange, in Philippa J Page, Inela Selimović, Camilla Sutherland (a cura di), The Feeling Child: Affect and Politics in Latin American Literature and Film, Lanham, Lexington Books, 2018, ISBN 978-1-4985-7441-9.